# Bill Plummer
Bill Plummer (Oakland, California, 21 de marzo de 1947-Redding, California, 12 de marzo de 2024) fue un beisbolista, mánager y entrenador de béisbol estadounidense que jugó once temporadas con tres equipos en la MLB en la posición de catcher y ganó dos serie mundiales en cuatro apariciones.

## Carrera

### Jugador
Luego de un año en Shasta College es contratado por los St. Louis Cardinals el 25 de abril de 1965 como agente libre. Plummer jugó tres temporadas en el sistema de ligas menores de los Cardinals. Posteriormente Plummer en 1968 iría a Chicago por la regla de 5 de jugadores seleccionados en las ligas menores. Plummer debutaría con los Chicago Cubs en la MLB el 19 de abril de 1968 con 21 años en la derrota por 2-9 de visita ante los St. Louis Cardinals, partido en el que entró como bateador emergente en lugar de Chuck Hartenstein. He solo jugó dos partidos en esa temporada.
Los Cubs cambiaron a Plummer a los Cincinnati Reds por Ted Abernathy el 9 de enero de 1969. En ese año estuvo en el equipo triple A Indianapolis Indians. Sería llamado para la serie de campeonato de la Liga Nacional de 1970 en septiembre, donde jugó cuatro partidos y tuvo nueve turnos al bat, incluyendo el primer hit en su carrera.
Siempre fue el suplente de Johnny Bench en la posición de catcher durante la época de la Big Red Machine, conocido por su buena defensa con un porcentaje de .983, pero su promedio de bateo de por vida fue un pobre .188. Su mejor temporada como jugador fue en 1974, donde conectó dos cuadrangulares ante Philadelphia Phillies ante el eventual miembro del Salón de la Fama Steve Carlton.
La carrera como suplente de Plummer fue destacada en Sports Illustrated en un artículo de julio de 1977.

### Entrenador

#### Liga de Verano
| Equipo               | Periodo    | Nivel                   | Récord | Récord |
| Equipo               | Periodo    | Nivel                   | G      | P      |
| -------------------- | ---------- | ----------------------- | ------ | ------ |
| San Jose Missions    | 1980       | California League       | 73     | 66     |
| Wausau Timbers       | 1981       | Midwest League          | 84     | 48     |
| Chattanooga Lookouts | 1984–1985  | Southern League         | 129    | 158    |
| Calgary Cannons      | 1986–1988  | Pacific Coast League    | 194    | 180    |
| Seattle Mariners     | 1992       | American League         | 64     | 98     |
| Jacksonville Suns    | 1995–1996  | Southern League         | 114    | 99     |
| Billings Mustangs    | 1996       | Pioneer League          | 13     | 24     |
| Chico Heat           | 1997–1999  | Western Baseball League | 171    | 98     |
| Yuma Bullfrogs       | 2000–2001  | Western Baseball League | 84     | 94     |
| Lancaster JetHawks   | 2002, 2005 | California League       | 127    | 113    |
| Yakima Bears         | 2003–2004  | Northwest League        | 80     | 72     |
| Tennessee Smokies    | 2006       | Southern League         | 70     | 69     |
| Tucson Sidewinders   | 2007–2008  | Pacific Coast League    | 135    | 149    |
| Visalia Rawhide      | 2013       | California League       | 77     | 63     |
| Total                | Total      | Total                   | 1388   | 1331   |

#### Liga Invernal
Plummer dirigió en las ligas invernales de México y Venezuela:
| Equipo                   | Periodo           | Nivel | Récord | Récord | Récord |
| Equipo                   | Periodo           | Nivel | V      | D      |        |
| ------------------------ | ----------------- | ----- | ------ | ------ | ------ |
| Leones del Caracas       | 1986-87 y 1988-89 | LVBP  | 86     | 60     |        |
| Tigres de Aragua         | 2001-02           | LVBP  | 44     | 38     |        |
| Naranjeros de Hermosillo | 2011-13           | LMP   | 36     | 19     |        |
| Total                    | Total             | Total | 166    | 117    |        |

## Vida personal
Su padre, William Lawrence Plummer, fue lanzador en la Pacific Coast League de 1921 a 1927, y su tío, Red Baldwin, fue catcher en la Pacific Coast League de 1915 a 1931. Tanto Plummer como Baldwin fueron compañeros de equipo en 1924 y 1925 con los Seattle Indians. El nieto de Plummer, Conner Menez, ha jugado en la MLB.
Plummer, que vivía en el norte de California, logró el título de bachiller en arte de la Chico State University cuando era mánager del Chico Heat a finales de los años 1990, décadas después de irse de Shasta College para unirse a los Cardinals en 1965.
Plummer dirigió a Edgar Martínez, miembro del Salón de la Fama en 2019, y él mencionó a Plummer luego de recibir el reconocimiento cuando lo dirigió en ligas menores.
En octubre de 2021, un documental llamado Plum: A Baseball Life, que trataba de la carrera de 53 años en el béisbol de Plummer, fue publicado.